# Creevekeeran Castle
Creevekeeran Castle ist eine Burgruine im Townland Creevekeeran (irisch Craobh Caorthainn), nordöstlich des kleinen Hanslough-Sees an der Drumhillery Road in der Civil Parish Tynan (Tuíneán) im nordirischen County Armagh (heute District Armagh, Banbridge and Craigavon). Sie steht auf einem Felskopf, aber nur die Westmauer, drei Stockwerke hoch, ist bis heute erhalten.
Die Burg ist ein Scheduled Monument. 